# Mãng Cổ Tế
Mãng Cổ Tế (tiếng Trung: 莽古濟, 1590 – 1635) là một Cách cách của Hậu Kim, con gái thứ ba của Nỗ Nhĩ Cáp Xích.

## Cuộc sống
Mãng Cổ Tế sinh năm Minh Vạn Lịch thứ 18 (1590), trong gia tộc Ái Tân Giác La. Mẹ là Cổn Đại, thuộc Phú Sát thị, Kế Phúc Tấn của Nỗ Nhĩ Cáp Xích. Năm thứ 29 (1601), bà gả cho Bối lặc Ngô Nhĩ Cổ Đại. Lúc bấy giờ, Ngô Nhĩ Cổ Đại là bộ trưởng của Cáp Đạt, một trong bốn bộ tộc Hải Tây Nữ Chân, vì vậy danh xưng của Mãng Cổ Tế thường kèm theo "Cáp Đạt" ở phía trước, được xưng là Cáp Đạt Công chúa (哈达公主), hay Cáp Đạt Cách cách (哈达格格). Trong một số tài liệu tiếng Mãn còn sót lại, bà còn được xưng là Phượng Khoát Hi Cách cách (凤阔喜格格). Cuối những năm Thiên Mệnh, Ngô Nhĩ Cổ Đại qua đời. Năm Thiên Thông nguyên niên (1627), Mãng Cổ Tế tái giá với Ngao Hán Bối lặc Tắc Nặc Mộc Đỗ Lăng (索诺木杜棱), thuộc Bát Nhĩ Tế Cát Đặt thị. Mặc dù đã tái hôn nhưng bà vẫn tiếp tục được gọi là Cáp Đạt Cách cách.
Đầu năm Thiên Thông thứ 9 (1635), Hoàng Thái Cực đến trước phủ của Đích trưởng tỷ Nộn Triết Cách cách hành lễ, sau đến phủ Đại Bối lặc hành lễ, sau cuối cùng đến phủ của Đích tam tỷ là Mãng Cổ Tế hành lễ. Bà ở trong phủ đáp lại. Tháng 9, vì kiêu căng, bạo ngược mà bà bị tước bỏ danh vị Cách cách. Tháng 12 năm đó, Mãng Cổ Tế bị chính gia nô của mình là Lãnh Tăng Cơ (冷僧机) tố cáo bà cùng Bối lặc Đức Cách Loại, Mãng Cổ Nhĩ Thái ý đồ mưu đoạt Hãn vị. Hoàng Thái Cực cực kỳ tức giận, Mãng Cổ Tế bị xử tử, Truân Bố Lộc (屯布祿), Ái Ba Lễ (愛巴禮) và gia đình đều bị phán phanh thây. Con trai của Mãng Cổ Nhĩ Thái là Ngạch Tất Luân (额必伦) và anh trai cùng mẹ khác cha của Mãng Cổ Tế là Ngang A Lạp (昂阿喇) biết rõ sự tình mà không chịu báo cáo, đều xử tử. Ngạch phò Tắc Nặc Mộc Đỗ Lăng bị liên lụy mà tước đi vị hiệu. Trưởng nữ của bà là A Mộc Sa Lễ được gả làm Kế Phúc tấn của Nhạc Thác, thứ nữ được gả cho Hào Cách làm Đích Phúc tấn. Sau khi âm mưu tạo phản bị tố cáo, Hào Cách đã giết chết Đích Phúc tấn, Nhạc Thác cũng muốn theo nhưng bị Hoàng Thái Cực ngăn cản.

## Tương quan
Căn cứ tư liệu lịch sử ghi lại, hôn nhân giữa Mãng Cổ Tế và Tắc Nặc Mộc Đỗ Lăng không mấy hòa thuận, có lẽ vì liên quan đến tính cách của bà. Chính bản thân Thái Tông nhận xét về Đích tam tỷ của mình: "Cáp Đạt Công chúa, từ khi Hoàng khảo còn sống, tính khí đã rất thô bạo", điều này cũng thuyết minh tính cách của bà rất cứng rắn. Khi cưới Mãng Cổ Tế, Tắc Nặc Mộc Đỗ Lăng đã có Nguyên phối Phu nhân, bà rất căm ghét vị Nguyên phối này, đồng thời ghét luôn anh của vị Nguyên phối là Thác Cổ, liên tục yêu cầu Tắc Nặc Mộc Đỗ Lăng cùng em trai Đức Cách Loại phải giết đi. Ngạch phò ở giữa đau khổ, còn thốt lên "Không giết Thác Cổ, thì Cách cách sẽ giết ta mất", biểu thị rất rõ tính cách cường thế bá đạo của Mãng Cổ Tế. Chính vì tính khí này của bà, đã dẫn đến sự kiện Thiên Thông thứ 9 bùng phát.
Năm Thiên Thông thứ 9 (1635), Lâm Đan hãn của Sát Cáp Nhĩ bộ qua đời, góa phụ Tô Thái Thái hậu quyết định suất lĩnh bộ tộc quy phụ Đại Thanh. Bởi vì Sát Cáp Nhĩ bộ đất rộng người đông, tài sản rất nhiều, các vị góa phụ Lâm Đan hãn Phúc tấn bản thân cũng có khối tài sản vô cùng khổng lồ, nên Hoàng thất Đại Thanh chia ra đích thân tiếp đãi. Trong ấy, Túc Thân vương Hào Cách muốn cưới Bá Kỳ Phúc tấn, bèn tấu lên Thái Tông. Sau đó, Thái Tông cùng chư vị Bối lặc thương nghị, đều cảm thấy có thể cho phép, nhưng Mãng Cổ Tế vì có con gái là Túc vương Đích thê, lại còn đang tại thế, nghe tin Thái Tông cho phép thì liền cảm thấy bị xúc phạm, từ đó ghi hận Thái Tông. Cùng năm đó, ngày 24 tháng 9, Thái Tông mở tiệc chiêu đãi Tô Thái Thái hậu, cùng Tông thất Vương công, chỉ có Lễ Liệt Thân vương Đại Thiện không tham dự. Mãng Cổ Tế liền đến quân doanh của Đại Thiện, được Đại Thiện mời vào bày yến, còn được tặng cho rất nhiều lễ vật.
Ở lúc ấy, Thái Tông đang trong thời kỳ chèn ép chư vị Bối lặc để quyền lực đều tập trung trong tay của Hãn vương, trong đó khó giải quyết nhất chính là thế lực của Đại Thiện. Dựa theo cách nói của Thái Tông, Mãng Cổ Tế thường ngày không qua lại gì với Đại Bối lặc, nay đột nhiên tốt như vậy, chính là coi rẻ thể diện của Hãn vương, do đó Thái Tông chính thức tiền hành nghiêm trị Đại Bối lặc cùng Mãng Cổ Tế. Cuối cùng, Mãng Cổ Tế bị tước đi vị hiệu "Cố Luân Cách cách", Thái Tông còn hạ chỉ dụ: "Về sau, tất cả thân thích đều không cho Cáp Đạt Cách cách lui tới. Kẻ nào cả nể làm trái, luận xét như tội của Cáp Đạt Cách cách mà nghiêm trị".
Ngày 5 tháng 12, thuộc nhân của Mãng Cổ Tế là Lãnh Tăng Cơ tố giác, trước kia, Bối lặc Mãng Cổ Nhĩ Thái, Bối lặc Đức Cách Loại, Mãng Cổ Tế Cách cách, Ngạch phò Tắc Nặc Mộc Đỗ Lăng cùng các thuộc nhân Truân Bố Lộc, Ái Ba Lễ cùng Lãnh Tăng Cơ đã từng cùng nhau ở trước tượng Phật quỳ xuống thề, xưng đã kết oán với Thái Tông, mưu đồ gây rối. Ngay lúc ấy, Ngạch phò Tắc Nặc Mộc Đỗ Lăng cũng tự tố giác, đem Truân Bố Lộc, Ái Ba Lễ cùng Lãnh Tăng Cơ đều tra xét thẩm vấn. Sau đó, Thái Tông đem Mãng Cổ Tế giải ra trước mặt các di sương phi tần của Thái Tổ và chư vị Cách cách khác "Đồng thẩm vấn", tội chứng, liền bị xử tử.

## Gia quyến

### Ngạch phò
- Ngô Nhĩ Cổ Đại
- Tắc Nặc Mộc Đỗ Lăng (索诺木杜棱, ? – 1644) hay Tỏa Nặc Mộc Đỗ Lăng (琐诺木杜凌), Bác Nhĩ Tế Cát Đặc, người Ngao Hán bộ, cháu đời thứ 20 của Thành Cát Tư Hãn. Năm 1627 đầu hàng Đại Kim, thành hôn với Mãng Cổ Tế, được phong Ngạch phò Tể Nông (额驸济农). Năm 1635, Mãng Cổ Tế bị tố cáo có âm mưu tạo phản, ông góp phần đưa ra chứng cứ, được tha tội, chỉ bị cách đi tước vị. Năm 1648 được truy phong Đa La Quận vương, thế tập võng thế.

### Hậu duệ
Tất cả các con của bà được ghi chép lại đều là con của Ngô Nhĩ Cổ Đại, bao gồm một con trai là Ngạch Sâm Đức Lý (额森德里) cùng 2 con gái là:
- Trưởng nữ: A Mộc Sa Lễ (阿木沙礼, 1599 – ?), Kế Phúc tấn của Nhạc Thác.
- Thứ nữ (1610 – 1635), Đích Phúc tấn của Hào Cách.

Ngoài ra, Tắc Nặc Mộc Đỗ Lăng còn có hai con trai, không rõ có phải do bà sinh hay không
1. Trưởng tử: Mã Tể Khắc (玛济克), được tập tước Đa La Quận vương.
2. Thứ tử: Bố Đạt (布达).